# Вапедия
Вапедия (англ. Wapedia от WAP и Wikipedia) — WAP-сайт, который обеспечивал удобный просмотр статей Википедии посредством устройств с маленьким экраном: мобильных телефонов и PDA. Сайт обеспечивал доступ к самым лучшим новым статьям, что достигалось сочетанием прокси-образного функционирования сайта и наличия локальной базы статей. Таким образом, с одной стороны достигался быстрый поиск последних версий статей, а с другой стороны обеспечивалась наименьшая загрузка и трафик серверов Википедии. Сайт Вапедия был запущен в 2004 году и работал до осени 2013 года.
Стандартные страницы Википедии слишком велики для удобного просмотра и навигации на устройствах с маленьким экраном, поэтому в Вапедии большие страницы разделялись на небольшие секции. Для экономии трафика и увеличения скорости работы разрешение изображений, встречающихся на страницах Википедии, уменьшалось до размера экрана устройства. В дополнение Вапедия использовала независимую от Википедии поисковую машину. Вапедия поддерживала WML и современный XHTML. Необходимый формат для каждого устройства определялся автоматически. Статьи извлекались из независимой базы данных.
Для Android было создано приложение Wapedia с удобным интерфейсом для доступа к Википедии.